# مكابي اشدود كرة السلة
مكابي اشدود كرة السلة (بالإنجليزية: Maccabi Ashdod B.C) و (بالعبرية: מכבי אשדוד בכדורסל) وهو نادي كُرَة سَلة إسرائيلي أنشأ في سنة 1961 ويتمركز في مدينة اشدود في إسرائيل وهو يلعب في الدوري الإسرائيلي لكرة السلة منذ عام 2010.

## التاريخ
فريق كرة السلة تأسست في عام 1961 من قبل جمعية مكابي، التي بدأت تعمل في أشدود.
في السنوات الأولى كان الفريق يقوم على لاعبين من مكابي القاهرة، الذي فاز في بطولة كرة السلة المصرية مرتين (1944, 1956).
وقد شارك شارك في دوري الدرجة الثالثة والدرجة الثانية لسنوات عديدة. وفي نهاية موسم 2009/2010، وصل الفريق إلى الفرقة الأولى.
في موسم 2011/2012، تنافس الفريق على بطولة إسرائيل في مباراة ضد مكابي تل أبيب. وخسر 63-83.

## الروابط الخارجية
- معلومات عن مكابي أشدود، على الموقع الإلكتروني لإدارة جامعة إسرائيل (في العبرية)